# Gruszów (powiat myślenicki)
Gruszów – wieś w Polsce, położona w województwie małopolskim, w powiecie myślenickim, w gminie Raciechowice, w dolinie potoku Gruszów i na wzniesieniach Pogórza Wiśnickiego.
Początki tej miejscowości sięgają XII wieku, kiedy to plemię Żyrmutów osiedliło tę okolicę. Do dzisiaj zachowało się dużo przedmiotów z dawnej wioski. Żyrmuci przenieśli się prawdopodobnie z powodu ataku dzikich zwierząt (wielkość ran wskazuje na niedźwiedzia brunatnego).
W czasie okupacji niemieckiej mieszkająca we wsi rodzina Szewczyków udzieliła pomocy żydowskim rodzinom Federgönów i Goldbergów. W 1997 roku Instytut Jad Waszem podjął decyzję o przyznaniu Anieli i Franciszkowi Szewczykom tytułu Sprawiedliwych wśród Narodów Świata.
W latach 1954–1961 wieś należała i była siedzibą władz gromady Gruszów, po jej zniesieniu w gromadzie Zegartowice. W latach 1975–1998 wieś należała administracyjnie do województwa krakowskiego.
Od 1992 roku w pierwszą niedziele lutego z inicjatywy posła RP IV I V kadencji Sejmu Leszka Murzyna i ks. kanonika Kazimierza Puchały (proboszcza parafii w latach 1980–2006) odbywają się spotkania przedstawicieli środowisk ludowo-narodowych. Spotkania są poprzedzone mszą św. w intencji Piotra Bartoszcze brutalnie zamordowanego przez reżim komunistyczny z 7 na 8 lutego 1984 roku. Obecnie msza św. odprawiana jest również za ks. Kazimierza Puchałę i Romana Bartoszcze (przywódcę polskiego ruchu ludowego przełomu XX/XXI wieku).

## Integralne części wsi
| SIMC    | Nazwa       | Rodzaj    |
| ------- | ----------- | --------- |
| 0332558 | Dział       | część wsi |
| 0332564 | Gruszówek   | część wsi |
| 0332570 | Matrosie    | część wsi |
| 0332587 | Mogiłki     | część wsi |
| 0332593 | Nalesie     | część wsi |
| 0332601 | Patelówka   | część wsi |
| 0332618 | Podgiełdzie | część wsi |
| 0332624 | Podgóra     | część wsi |
| 0332630 | Równie      | część wsi |
| 0332647 | Rzeki       | część wsi |
| 0332653 | Wieża       | część wsi |

## Zabytki
Obiekt wpisany do rejestru zabytków nieruchomych województwa małopolskiego.
- Kościół parafialny pw. Rozesłania Apostołów, otoczenie, drzewostan.

### Inne zabytki
- Drewniany dom, w którym mieszkała kiedyś rodzina o nazwisku Satoła. Obecnie dom jest opuszczony i zamknięty. Jest datowany na 1834 rok.

## Osoby związane z miejscowością
- Józef Mika ps. „Wrzos”, „Leszek”, „Szarotka”, żołnierz Armii Krajowej, Narodowych Sił Zbrojnych oraz oddziału antykomunistycznego pod swoim dowództwem, stracony 25 czerwca 1951 roku w Więzieniu Montelupich w Krakowie.

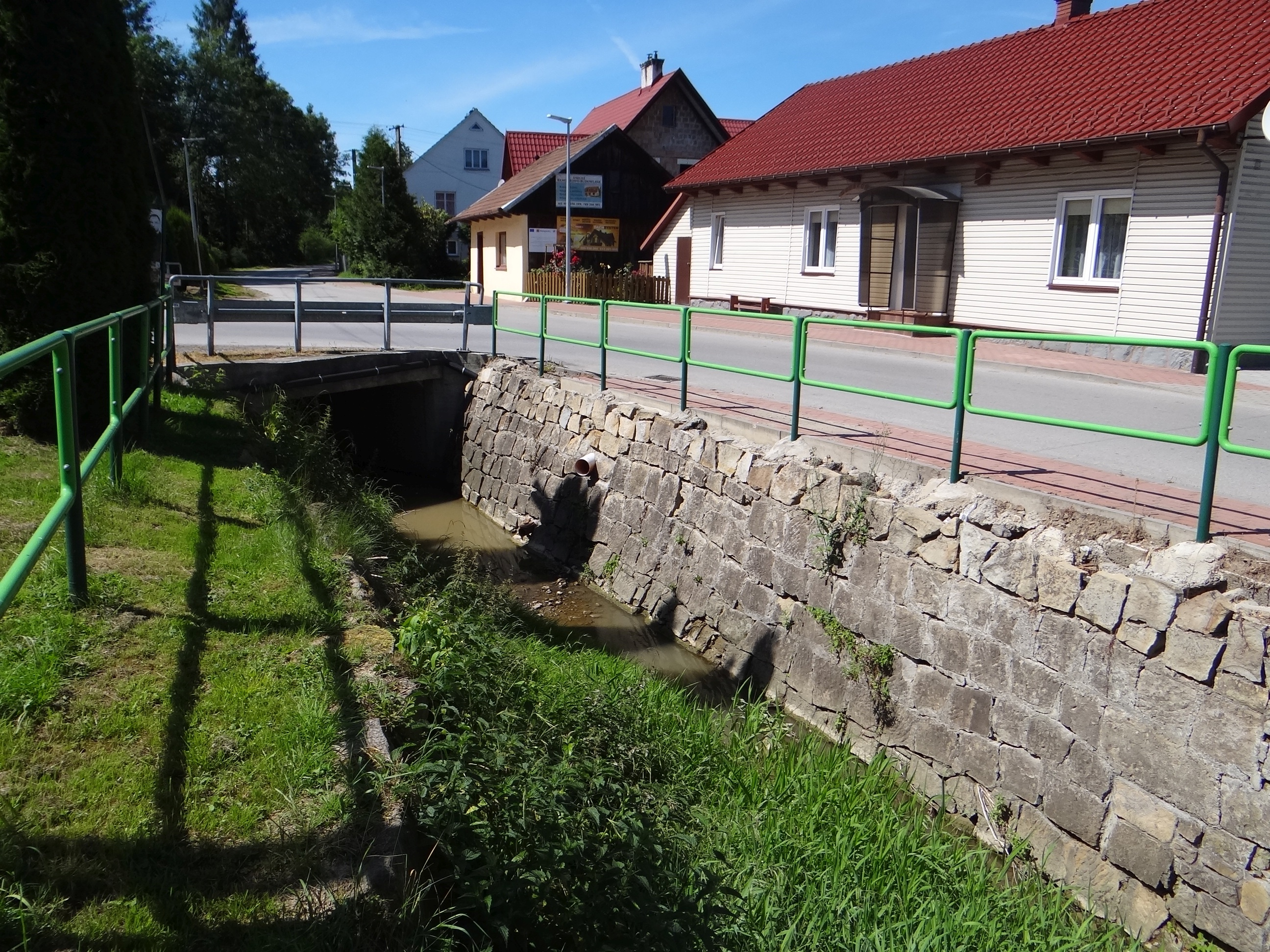
Fragment miejscowości
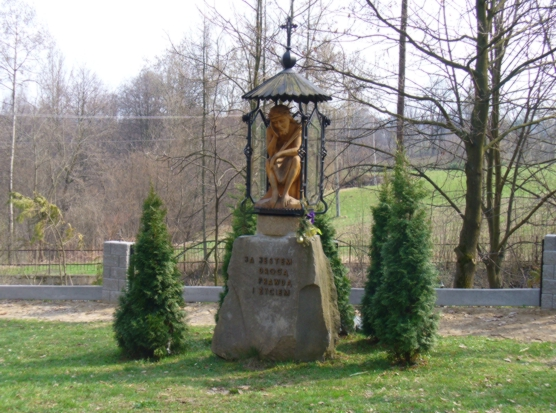
Figura koło kościoła
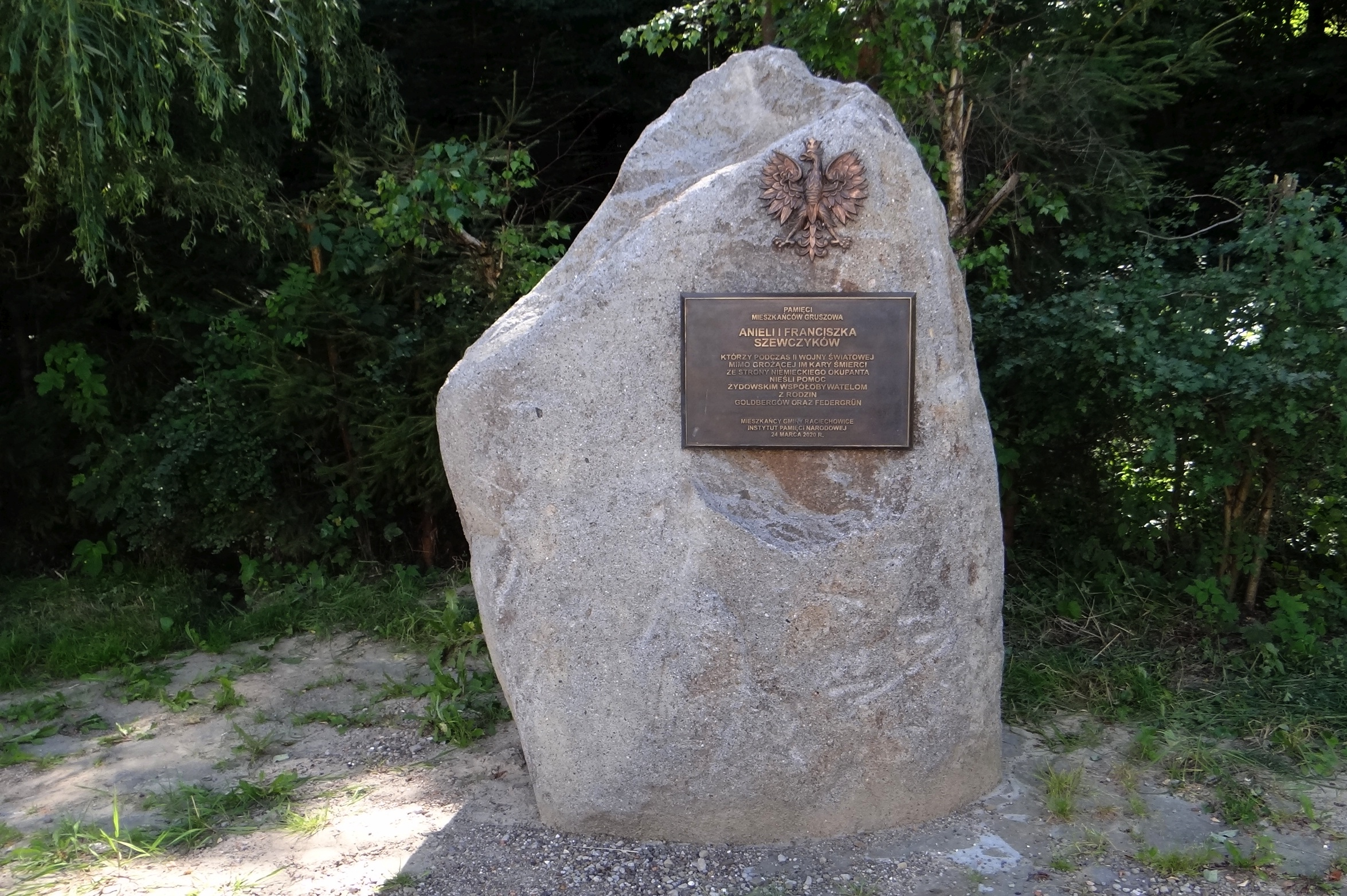
Głaz upamiętniający ofiary hitlerowców
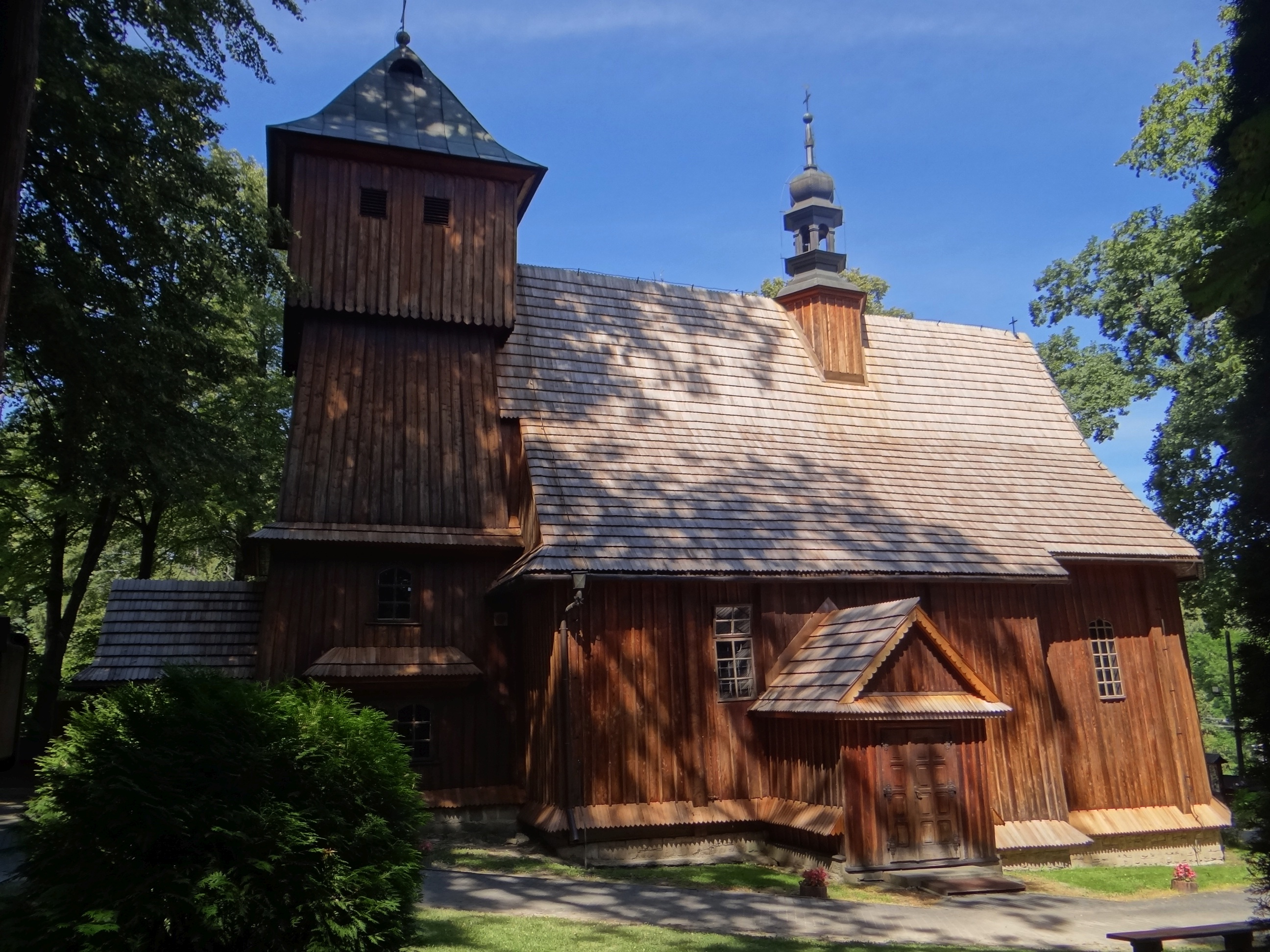
Kościół
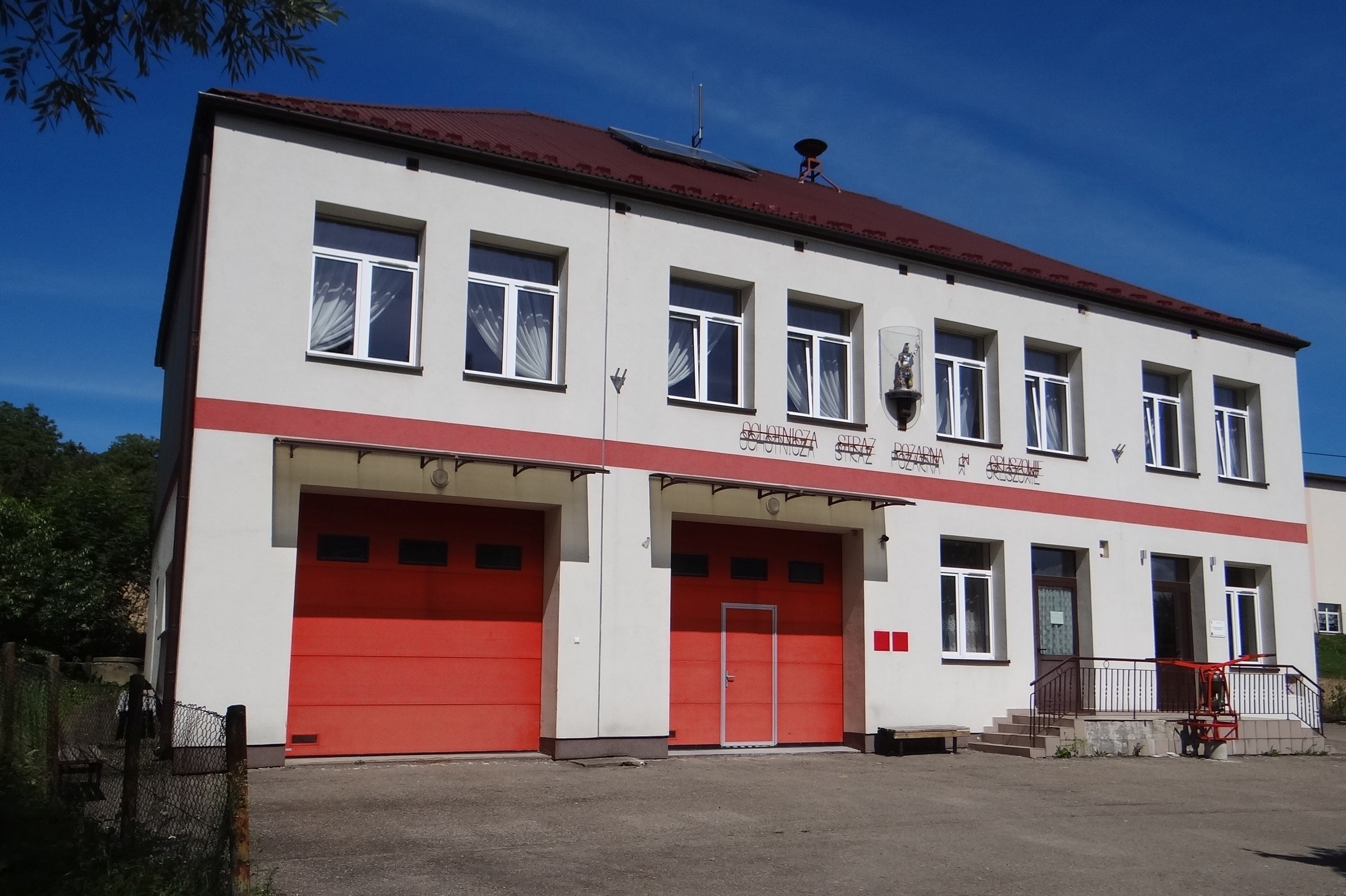
Remiza OSP
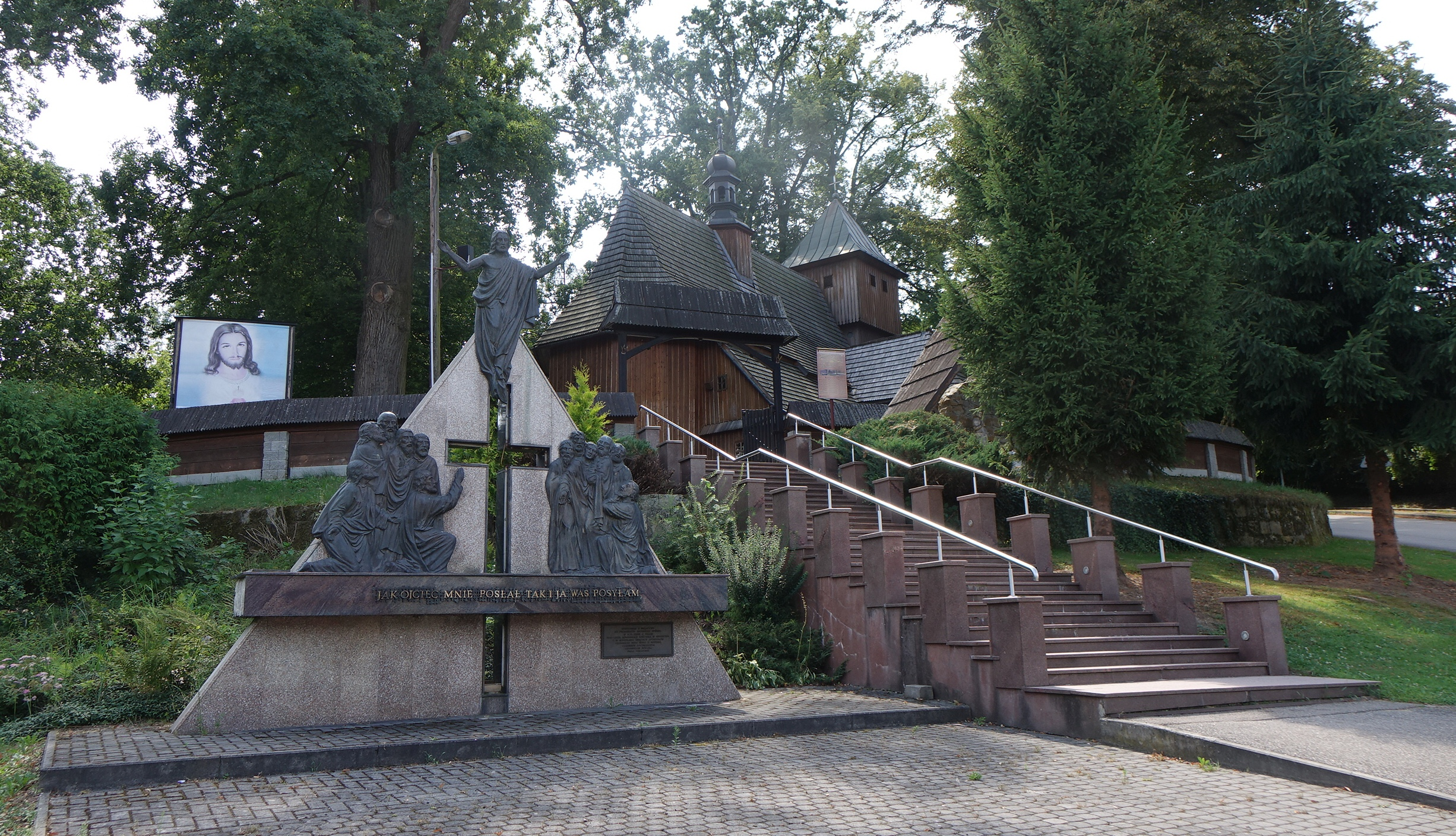
Kościół
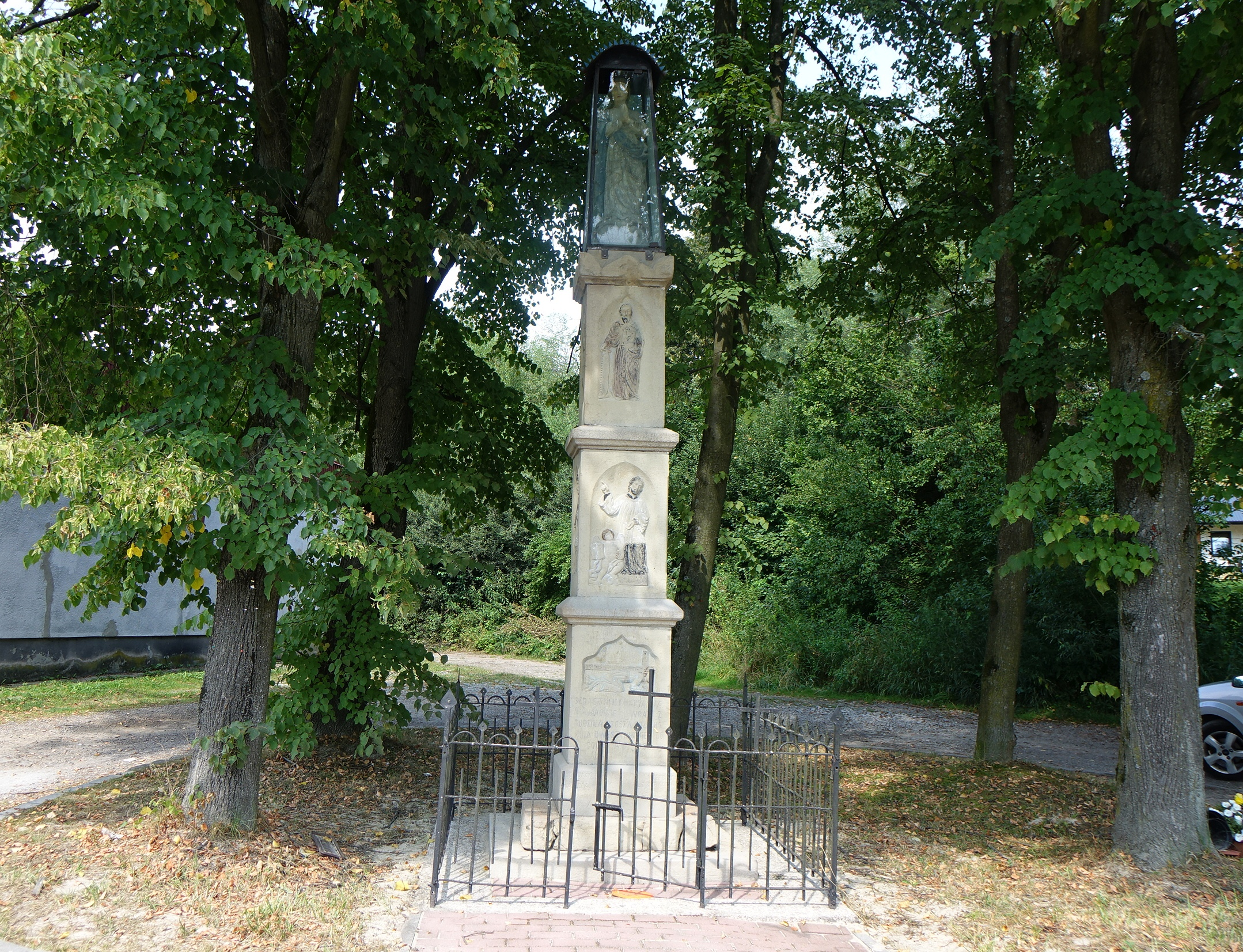
Kapliczka słupkowa